# S/2010 J 2
S/2010 J 2 (J LII) — нерегулярный внешний спутник Юпитера.

## История открытия
S/2010 J 2 был открыт 8 сентября 2010 года Кристианом Вейллетом при помощи 3,6-метрового телескопа Канада-Франция-Гавайи. Сообщение об открытии сделано 1 июня 2011 года.

## Орбита
S/2010 J 2 совершает полный оборот вокруг Юпитера на расстоянии в среднем 20,307 млн км за 588,82 дня. Орбита имеет эксцентриситет 0,30761. Наклон орбиты к локальной плоскости Лапласа 150,36°, то есть она является ретроградной. Эти данные позволяют предположить, что S/2010 J 2 относится к группе Ананке.

## Физические характеристики
Диаметр S/2010 J 2 составляет около 1 км. Спутник состоит предположительно в основном из силикатных пород, поэтому его плотность можно оценить в 2,6 г/см³.